# Pachypanchax sakaramyi
Pachypanchax sakaramyi is een straalvinnige vissensoort uit de familie van de killivisjes (Aplocheilidae). De wetenschappelijke naam van de soort is voor het eerst geldig gepubliceerd in 1928 door Holly.
De soort is endemisch in Madagaskar.